# Cerco a la libertad
Cerco a la libertad (título original: Protection) es una película de suspenso de 2001 dirigida por John Flynn y protagonizada por Stephen Baldwin y Peter Gallagher. 
Fue la última película de John Flynn y fue directa a video.

## Argumento
Sal Veronica era un gánster leal a la mafia hasta que se volvieron en su contra. Ahora es por ello un testigo protegido del FBI y comienza como tal una nueva vida con su familia en otra ciudad con una nueva identidad. 
Sin embargo él también tiene que descubrir que no es fácil olvidarse de su existencia anterior y adaptarse a un mundo que no parece hecho para él.

## Reparto
| Actor           | Personaje |
| --------------- | --------- |
| Stephen Baldwin | Sal       |
| Peter Gallagher | Ted       |
| Aron Tager      | Lujak     |
| Katie Griffin   | Gina      |
| Vlasta Vrana    | Shimanski |
| Gary Fine       | Mario     |
| Brennan Delaney | Josh      |

## Recepción
La película ha sido valorada en el Internet en portales cinematográficos. En IMDb, con 430 votos registrados al respecto, la película obtiene en ese portal una media ponderada de 5,2 sobre 10. En Rotten Tomatoes tiene la consideración de "fresco" para el 23% las más de 250 valoraciones de los usuarios del agregador teniendo además una valoración total media de 3 de 5.